# Rae Dawn Chong
Rae Dawn Chong (Edmonton, 28 februari 1961) is een Canadese actrice. Ze is vooral bekend door haar rollen in de films Quest for Fire (1981), The Color Purple (1985) en Commando (1985).

## Biografie
Chong werd geboren in Edmonton als dochter van Tommy Chong en Maxine Sneed. Haar voorouders zijn van verschillende etnische achtergronden. Haar jongere zus Robbi Chong is model en ook actrice, en hun geadopteerde broer Marcus Chong is eveneens acteur.
Na een paar televisierollen te hebben gespeeld, speelde Chong in 1981 in haar tweede film La Guerre du feu, waarvoor ze in 1983 de Genie Award won voor beste actrice in een hoofdrol.

## Filmografie

### Films
- Stony Island (1978)
- La Guerre du feu (1981)
- Choose Me (1984)
- Cheech & Chong's The Corsican Brothers (1984)
- Beat Street (1984)
- Fear City (1984)
- City Limits (1985)
- American Flyers (1985)
- Commando (1985)
- The Color Purple (1985)
- Soul Man (1986)
- Running Out of Luck (1987)
- The Squeeze (1987)
- The Principal (1987)
- Walking After Midnight (1988)
- Rude Awakening (1989)
- Tales from the Darkside: The Movie (1990)
- Far Out Man (1990)
- Chaindance (1990)
- Denial (1990)
- The Borrower (1991)
- When the Party's Over (1992)
- Amazon (1992)
- Time Runner (1993)
- Boulevard (1994)
- Boca (1994)
- Power of Attorney (1995)
- Crying Freeman (1995)
- The Break (1995)
- Hideaway (1995)
- Starlight (1996)
- Mask of Death (1996)
- Highball (1997)
- Goodbye America (1997)
- Small Time (1998)
- Dangerous Attraction (1999)
- The Visit (2000)
- Constellation (2005)
- Max Havoc: Ring of Fire (2006)
- Deadly Skies (2006)

### Televisieseries
- Top of the Hill (1980)
- Badge of the Assassin (1985)
- Curiosity Kills (1990)
- Nitecap (1992)
- Melrose Place (1992–1993)
- Father & Son: Dangerous Relations (1993)
- Highlander: The Series (1996)
- Mysterious Ways (2000–2002)
- Wild Card (2003)
- That's So Raven (2007)

- Bibsys: 6092450
- Biblioteca Nacional de España: XX1176580
- Bibliothèque nationale de France: cb139290310 (data)
- Gemeinsame Normdatei: 1013644832
- International Standard Name Identifier: 0000 0001 2135 8931
- Library of Congress Control Number: n88277871
- Nationale Bibliotheek van Tsjechië: xx0202291
- Nationale Bibliotheek van Israël: 987007456931005171
- Nationale Bibliotheek van Polen: a0000001679764
- Nederlandse Thesaurus van Auteursnamen: 073777781
- SNAC: w62528zs
- Système universitaire de documentation: 11109528X
- Virtual International Authority File: 61734255
- WorldCat: E39PBJdWMVg4jvMvwmTCYxkdQq